# Вахтин, Василий Васильевич
Василий Васильевич Вахтин (6 [18] апреля 1841, Санкт-Петербург — 5 ноября 1905, Санкт-Петербург) — офицер Военно-морского флота Российской империи, педагог Морского училища, морской писатель, переводчик литературных произведений и публицист. Православного вероисповедания.

## Служба
Василий Васильевич окончил Морское училище. Зачислен в Балтийский флот. 27 марта 1861 года произведён в гардемарины. В этом же году на корвете «Рында» отправился из Кронштадта на Дальний Восток России. В начале 1863 года переведён на корвет «Калевала», на нём принял участие в экспедиции под руководством подполковника корпуса флотских штурманов В. М. Бабкина по описи залива Петра Великого. 18 ноября 1863 года произведён в мичманы, старшинство в чине с 27 марта 1863 года. С 1864 по 1865 год занимал должность ревизора клипера «Абрек». В 1865 году на этом клипере вернулся в Кронштадт. За этот поход мичман Вахтин «Всемилостивейше награждён годовым жалованьем» и  приказом № 580 от 2 июля 1865 года удостоен ордена Святого Станислава 3-й степени.
1 января 1867 года произведён в лейтенанты флота. С 7 июня 1869 года по 1874 год занимал должность Младшего отдельного начальника Морского училища. Преподавал английский язык и морскую практику — не только кадетам, но и великим князьям. Также командовал тендером учебного отряда судов «Кадет» (назначен ещё 15 мая 1869 года). 13 сентября 1874 года назначен Старшим отдельным начальником Морского училища, с оставлением в должности командира тендера «Кадет». 1 января 1876 года произведён в чин капитан-лейтенанта. В конце 1870-х годов помог члену Адмиралтейств-совета тайному советнику К. А. Манну составить «Обзор деятельности Морского управления в России в первое двадцатипятилетие благополучного царствования Государя Императора Александра Николаевича. 1855—1880». С 29 сентября 1878 года по 1885 год — ротный командир Морского училища. 9 февраля 1885 года зачислен по флоту. В этот период сотрудничал с редакцией журнала «Морской Сборник», печатая в нём оригинальные публикации и переводы статей на военно-морскую тематику.
9 февраля 1885 года назначен инспектором воспитанников Императорского училища правоведения. 26 февраля этого же года произведён в чин капитана 2-го ранга. 19 февраля 1890 года произведён в чин капитана 1-го ранга с увольнением от службы по «домашним обстоятельствам».
После выхода в отставку помещиком переехал в деревню Дмитриевка Ананьевского уезда Херсонской губернии. 17 декабря 1903 года заложил имение в банк и переехал в Санкт-Петербург. Скончался 5 ноября 1905 года. Похоронен в Санкт-Петербурге, похоронен на Волковском православном кладбище.

## Биография
Василий Вахтин крещён 27 апреля 1841 года в Сергиевском всей артиллерии соборе в Санкт-Петербурге. Восприемником стал его дядя, полковник артиллерии (впоследствии генерал) Н. В. Вахтин
В 1867 году женился на 21-летней Марии Леонидовне, урождённой Борисовой (20.06.1846 – 30.01.1926, Копенгаген). Дети:
- Леонид (03.09.1868, СПб. — 1923, Копенгаген), капитан 2-го ранга, участник Русско-японской войны
- Мария (13.01.1871 – 18.01.1936, Копенгаген)
- Евгения (1871 — ?)
- Елена (1873 — ?)
- Ольга (1875—1902), жена военного моряка, мичмана Э. С. Молас
- Василий (1877 — 1917), лейтенант 31-го флотского экипажа
- Надежда (1879 — ?)
- Борис (1882 — 23.02.1918, Севастополь), капитан 2-го ранга, убит большевиками в 1918 году
- Георгий (Юрий) (1887 — 25.05.1949, Копенгаген), лейтенант флота